# Ellipsomyxa gobii
Ellipsomyxa gobii is een microscopische parasiet uit de familie Ceratomyxidae. Ellipsomyxa gobii werd in 2003 beschreven door Køie. 